# Джермук (водоспад)
Водоспад Джермук (вірм. Ջերմուկի ջրվեժ) — водоспад, гідрологічна пам'ятка природи Вірменії, що розташована у марзі Вайоц-Дзор, у місті Джермук, на правій притоці річки Арпа. Бере початок від джерел і впадає в річку Арпа з 3 куполоподібними терасами заввишки близько 68 м. Водоспад розташований на території Вірменського нагір'я на абсолютних висотах 1700-2200 метрів.
Природна пам'ятка розташована у провінції Вайоц-Дзор, зареєстрована в Міністерстві охорони природи Вірменії у списку природних пам'яток. До переліку державних пам’яток природи включено відповідно до рішення Уряду Республіки Вірменія «Про затвердження Переліку пам’яток природи Республіки Вірменія», прийнятого 14 серпня 2008 р.   .
Із різних джерел водоспаду Джермук виготовляють високоякісну мінеральну воду «Джермук».

## Галерея

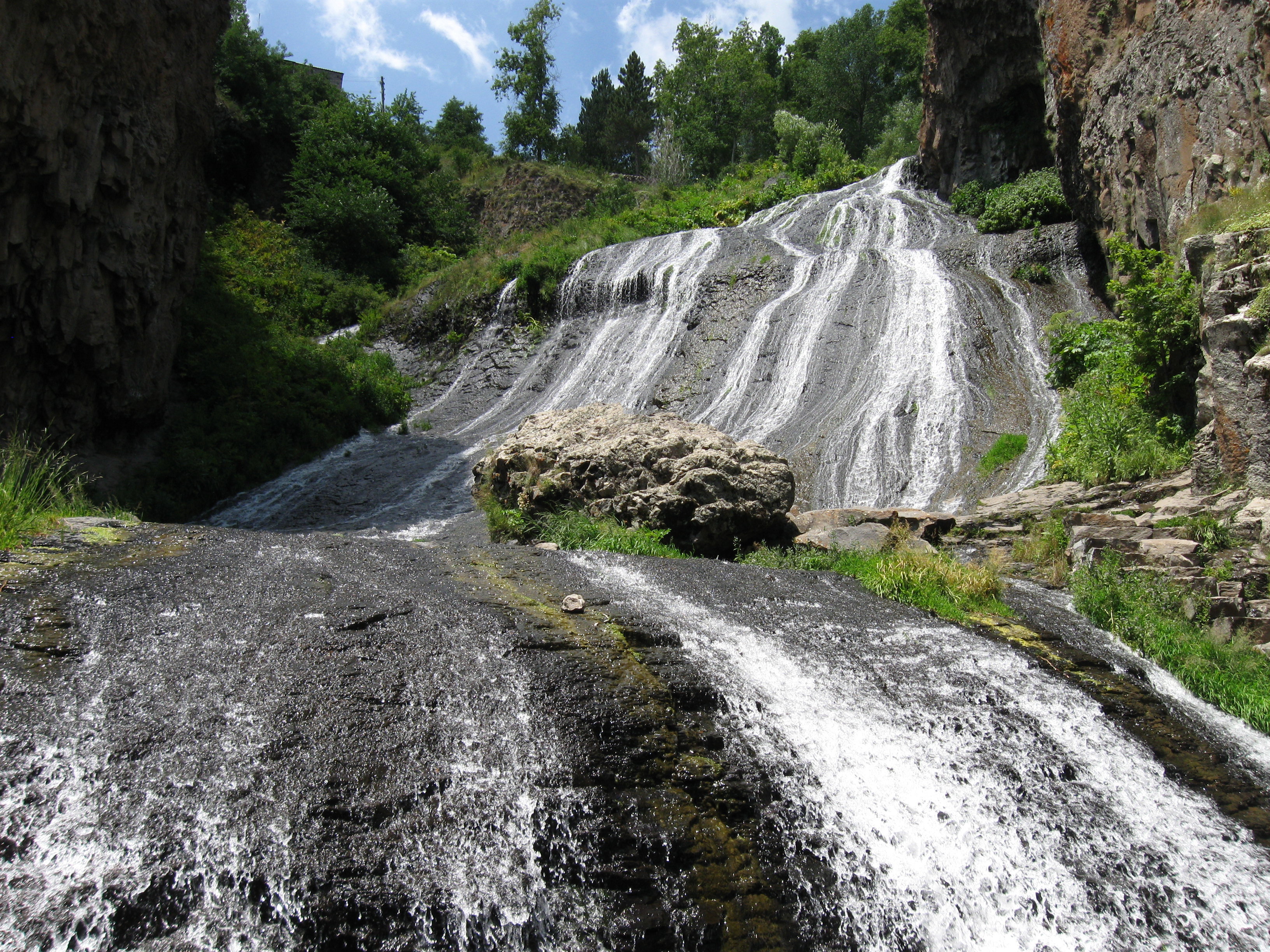
Водоспад Джермук
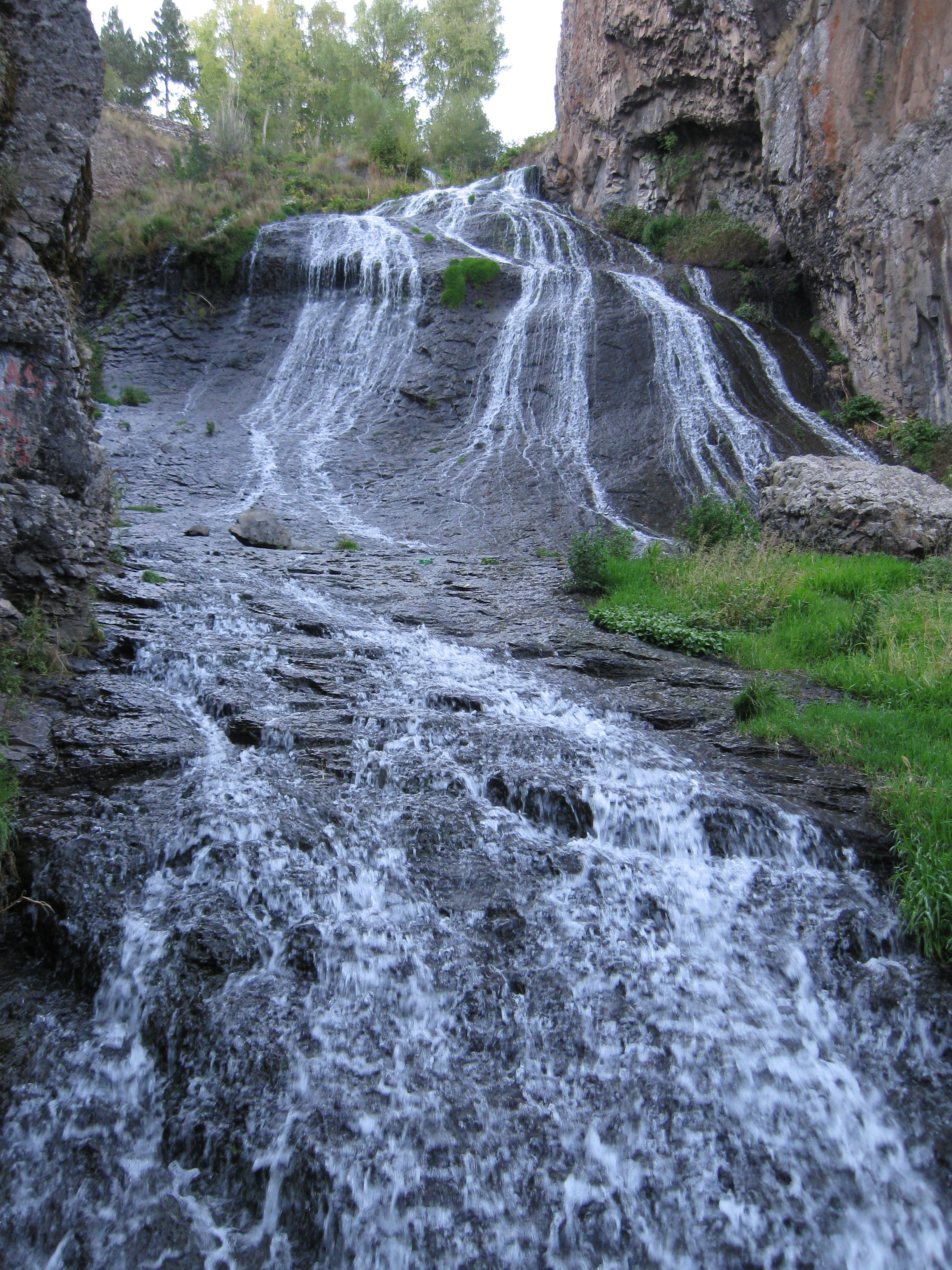
Водоспад Джермук
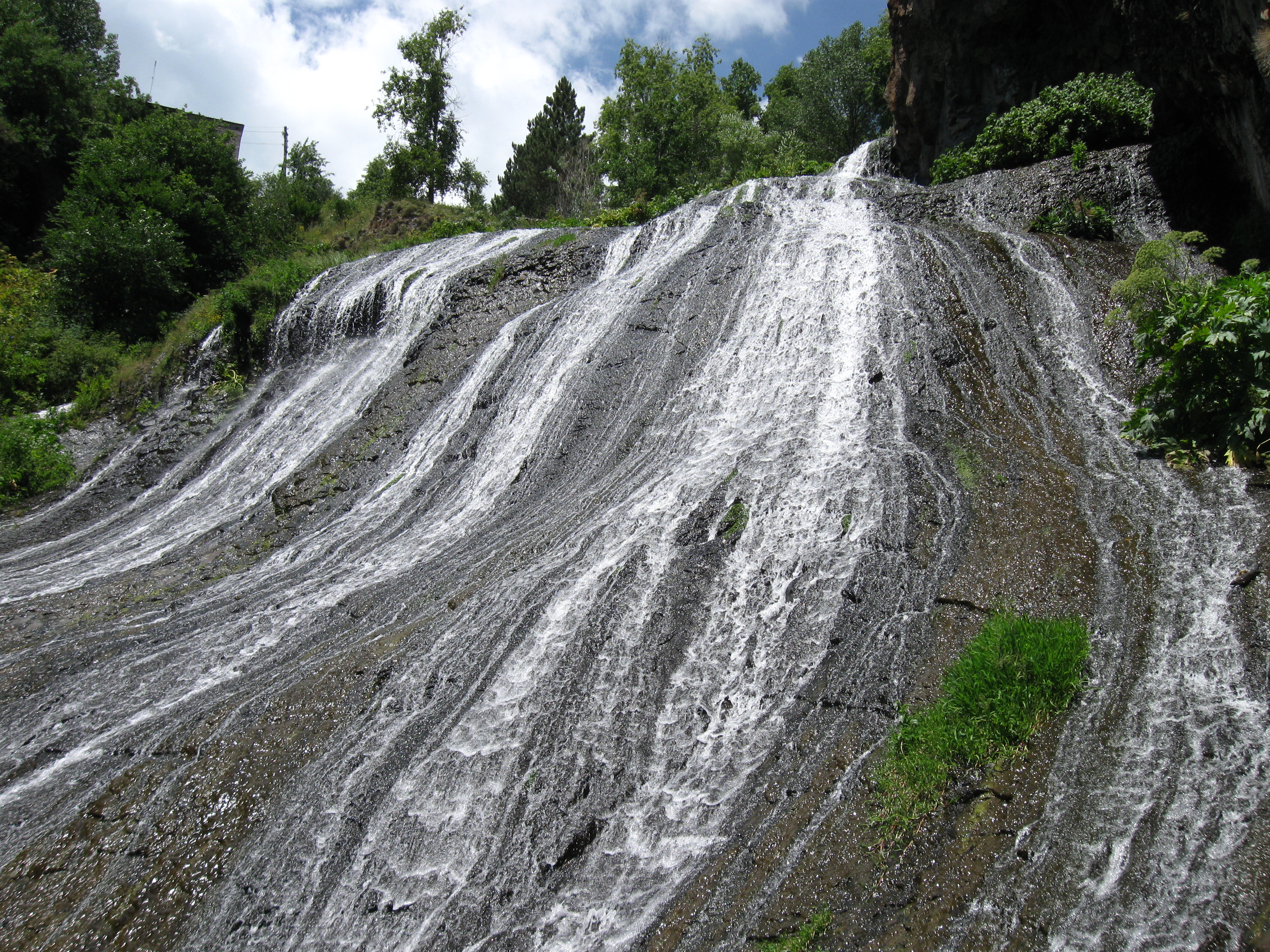
Водоспад Джермук